# Liste des sites classés et inscrits d'Indre-et-Loire
Cet article recense les sites classés et inscrits d'Indre-et-Loire, en région française du Centre-Val-de-Loire.

## Listes

### Sites classés
La liste suivante recense les sites classés d'Indre-et-Loire en 2024.
| Site                                                                                                  | Communes | Date              | Superficie (ha) | Notes | Coordonnées                 | Photo |
| --- | --- | ----------------- | --------------- | --- | --------------------------- | ----- |
| Cimetière des Ursulines et allée bordée d'ifs                                                         | Amboise | 15 avril 1969     | 3,12            | Le cimetière comporte plusieurs sépultures inscrites au titre des monuments historiques : celles de Léonard Perrault, du duc de Choiseul et d'Henri-Michel d'Amboise. | 47° 24′ 22″ N, 0° 58′ 53″ E |       |
| Île Saint-Jean                                                                                        | Amboise | 26 mai 1932       | 39,07           | | 47° 25′ 13″ N, 0° 59′ 32″ E |       |
| Pagode de Chanteloup                                                                                  | Amboise | 16 septembre 1942 | 42,05           | Le domaine de Chanteloup, dont la pagode est un élément, est un monument historique classé. | 47° 23′ 11″ N, 0° 58′ 18″ E |       |
| Parc du château du Clos Lucé                                                                          | Amboise | 17 janvier 1942   | 5,85            | | 47° 24′ 32″ N, 0° 59′ 32″ E |       |
| Site du château des Brétignolles                                                                      | Anché | 15 décembre 1986  | 82,52           | Le château est un monument historique inscrit. | 47° 08′ 08″ N, 0° 19′ 20″ E |       |
| Château et domaine du Breuil                                                                          | Artannes-sur-Indre, Monts | 26 avril 1965     | 131,95          | | 47° 16′ 54″ N, 0° 36′ 55″ E |       |
| Facade du logis du XVe siècle                                                                         | Beaulieu-lès-Loches | 18 avril 1944     | 0               | La protection ne concerne que la façade de l'édifice au 4 rue Guigné ; le bâtiment tout entier est un monument historique inscrit. | 47° 07′ 46″ N, 1° 00′ 42″ E |       |
| Confluent de la Loire et de la Vienne                                                                 | Beaumont-en-Véron, Candes-Saint-Martin, Chouzé-sur-Loire, Cinais, Couziers, Saint-Germain-sur-Vienne, Savigny-en-Véron, Thizay | 17 septembre 2021 | 2 754,24        | Le site s'étend également sur les communes de Montsoreau et Varennes-sur-Loire en Maine-et-Loire. Il reprend, en l'agrandissant, la majeure partie d'un site inscrit en 1976. | 47° 12′ 42″ N, 0° 06′ 24″ E |       |
| Château de Luynes, coteau, varennes, aqueduc et Loire                                                 | Berthenay, Fondettes, Luynes, Saint-Étienne-de-Chigny, Saint-Genouph                                                           | 4 juin 1918       | 1 054,66        | | 47° 22′ 53″ N, 0° 32′ 54″ E |       |
| Parc du château de Montpoupon                                                                         | Céré-la-Ronde | 24 janvier 1944   | 93,67           | Le château est un monument historique classé. | 47° 15′ 12″ N, 1° 08′ 15″ E |       |
| Château de Baudry                                                                                     | Cerelles | 20 février 1958   | 59,65           | | 47° 30′ 01″ N, 0° 42′ 41″ E |       |
| Château, parc, village et vallon de la Chantereine                                                    | Chanceaux-près-Loches | 16 juin 1994      | 239,6           | | 47° 08′ 45″ N, 0° 56′ 10″ E |       |
| Parc du château de Richelieu                                                                          | Chaveignes, Richelieu | 4 mai 1944        | 114,04          | Le château est un monument historique classé. | 47° 00′ 26″ N, 0° 19′ 23″ E |       |
| Chartreuse du Liget, Corroirie et leurs abords                                                        | Chemillé-sur-Indrois | 31 juillet 1947   | 57,37           | La chartreuse est un monument historique classé ; la Corroierie est inscrite. | 47° 08′ 54″ N, 1° 08′ 14″ E |       |
| Château de Champchevrier et son parc                                                                  | Cléré-les-Pins | 26 octobre 1945   | 29,35           | Le château est un monument historique classé. | 47° 26′ 36″ N, 0° 23′ 24″ E |       |
| Propriété du Thouadé                                                                                  | Fondettes | 14 avril 1972     | 19,34           | Le manoir est un monument historique inscrit. | 47° 23′ 36″ N, 0° 38′ 05″ E |       |
| Rive gauche de la Loire                                                                               | La Riche, Tours | 15 mai 1950       | 71,06           | Malgré son nom, le site comprend la totalité du cours de la Loire entre les ponts Saint-Symphorien et Napoléon (dont le pont Wilson), les îles Simon et Aucard et les places Choiseul et Anatole-France. En aval du pont Napoléon, il inclut les quais et façades de la rive gauche de la Loire, jusqu'à la limite de Tours et de La Riche. | 47° 23′ 52″ N, 0° 40′ 54″ E |       |
| Étangs de Brosse                                                                                      | Luzillé | 14 septembre 1981 | 43,97           | | 47° 16′ 35″ N, 1° 03′ 15″ E |       |
| Les Madères                                                                                           | Noizay, Vernou-sur-Brenne | 29 septembre 2017 | 72,69           | Les Madères sont une propriété de la famille Debré, où était installé l'atelier du peintre Olivier Debré. | 47° 24′ 58″ N, 0° 51′ 59″ E |       |
| Parc du château de Pocé                                                                               | Pocé-sur-Cisse | 23 février 1942   | 11,87           | Le château est un monument historique inscrit. | 47° 26′ 43″ N, 0° 59′ 15″ E |       |
| Abords du château d'Ussé                                                                              | Rigny-Ussé | 1er juin 1943     | 88,56           | Le château est un monument historique classé. | 47° 14′ 52″ N, 0° 17′ 25″ E |       |
| Domaine du château de Saché                                                                           | Saché | 10 décembre 1942  | 15,27           | Le château est un monument historique classé. | 47° 14′ 39″ N, 0° 32′ 42″ E |       |
| Chênes de la Borde                                                                                    | Saint-Antoine-du-Rocher | 10 décembre 1942  | 0               | Ensemble de trois chênes ; la protection concernait initialement cinq abres, mais deux sont morts depuis le classement. | 47° 28′ 42″ N, 0° 39′ 06″ E |       |
| Parc de Paradis                                                                                       | Saint-Avertin | 21 mars 1958      | 4,75            | Le manoir de Paradis est un monument historique inscrit. | 47° 21′ 56″ N, 0° 43′ 44″ E |       |
| Clairière de Turpenay                                                                                 | Saint-Benoît-la-Forêt | 21 décembre 1982  | 91,49           | Clairière de la forêt domaniale de Chinon, renfermant les restes de l'abbaye de Turpenay. | 47° 14′ 39″ N, 0° 20′ 56″ E |       |
| Beauvoir, la Grenadière, Vauguenet, la Tour, Le Morier, Belle-vue, Monteclat                          | Saint-Cyr-sur-Loire | 1er février 1960  | 17,52           | | 47° 24′ 01″ N, 0° 40′ 13″ E |       |
| La Moisanderie                                                                                        | Saint-Cyr-sur-Loire | 1er février 1960  | 2,91            | | 47° 24′ 05″ N, 0° 40′ 22″ E |       |
| Mail des tilleuls                                                                                     | Saint-Ouen-les-Vignes | 8 août 1939       | 0,26            | | 47° 28′ 00″ N, 0° 59′ 36″ E |       |
| Domaine de la Roche-Racan                                                                             | Saint-Paterne-Racan | 5 novembre 1943   | 29,53           | Le château est un monument historique classé. | 47° 34′ 53″ N, 0° 31′ 03″ E |       |
| La Croix Montoire, la Grande Bretêche, les Capucins, Grand Séminaire, le Grand Beauregard, Beauséjour | Tours | 30 juillet 1959   | 22,24           | Le site comprend plusieurs propriétés situées sur le coteau, sur la rive droite de la Loire. | 47° 24′ 14″ N, 0° 41′ 09″ E |       |
| Jardin du musée de Tours                                                                              | Tours | 2 août 1943       | 1,11            | | 47° 23′ 42″ N, 0° 41′ 41″ E |       |
| Partie du quartier de la cathédrale                                                                   | Tours | 7 juin 1944       | 5,8             | | 47° 23′ 40″ N, 0° 41′ 47″ E |       |

### Sites inscrits

#### Sites actuels
La liste suivante recense les sites inscrits d'Indre-et-Loire en 2024.
| Site                                                                          | Communes                                                                                    | Date              | Superficie (ha) | Notes                                                                            | Coordonnées                 | Photo |
| ----------------------------------------------------------------------------- | ------------------------------------------------------------------------------------------- | ----------------- | --------------- | -------------------------------------------------------------------------------- | --------------------------- | ----- |
| Rives et îles de la Loire                                                     | Amboise, Nazelles-Négron                                                                    | 15 avril 1965     | 388,45          | Îles de Négron et de la Noiraye                                                  | 47° 24′ 41″ N, 0° 58′ 53″ E |       |
| Église et abords                                                              | Antogny-le-Tillac                                                                           | 9 septembre 1966  | 2,46            | L'église est un monument historique inscrit.                                     | 46° 58′ 47″ N, 0° 34′ 39″ E |       |
| Rives et moulins sur l'Indre                                                  | Artannes-sur-Indre, Pont-de-Ruan                                                            | 8 juin 1948       | 17,77           |                                                                                  | 47° 15′ 51″ N, 0° 34′ 36″ E |       |
| Vallée de l'Indre                                                             | Artannes-sur-Indre, Monts                                                                   | 20 octobre 1965   | 673,36          |                                                                                  | 47° 17′ 02″ N, 0° 37′ 42″ E |       |
| Étang de Fontaine-les-Blanches                                                | Autrèche                                                                                    | 17 septembre 1942 | 8,88            | Étang à proximité de l'ancienne abbaye de Fontaine-les-Blanches.                 | 47° 29′ 56″ N, 1° 00′ 00″ E |       |
| Abbaye et ses abords                                                          | Bourgueil                                                                                   | 15 septembre 1977 | 24,33           | L'abbaye est un monument historique classé.                                      | 47° 16′ 48″ N, 0° 10′ 19″ E |       |
| Confluent de la Loire et de la Vienne                                         | Candes-Saint-Martin, Chouzé-sur-Loire, Couziers, Saint-Germain-sur-Vienne, Savigny-en-Véron | 10 mai 1976       | 1 340,06        | La protection comprend le reliquat des zones qui n'ont pas été classées en 2021. | 47° 12′ 39″ N, 0° 04′ 22″ E |       |
| Point de vue du moulin                                                        | Candes-Saint-Martin                                                                         | 2 mai 1935        | 0,49            |                                                                                  | 47° 12′ 31″ N, 0° 04′ 35″ E |       |
| Vallée de la Cisse                                                            | Cangey                                                                                      | 23 septembre 1983 | 292,33          |                                                                                  | 47° 28′ 11″ N, 1° 03′ 55″ E |       |
| Parc de Grandmont                                                             | Chambray-lès-Tours, Saint-Avertin, Tours                                                    | 6 octobre 1961    | 60,9            |                                                                                  | 47° 21′ 25″ N, 0° 42′ 16″ E |       |
| Vallée de la Brenne                                                           | Chancay, Vernou-sur-Brenne                                                                  | 7 mai 1965        | 768,84          |                                                                                  | 47° 26′ 28″ N, 0° 50′ 57″ E |       |
| Ruines du château de Vaujours                                                 | Château-la-Vallière                                                                         | 24 octobre 1944   | 6,12            |                                                                                  | 47° 31′ 42″ N, 0° 20′ 51″ E |       |
| Abords du fort Saint-Georges                                                  | Chinon                                                                                      | 15 juin 1942      | 0,32            |                                                                                  | 47° 10′ 07″ N, 0° 14′ 19″ E |       |
| Indre au pont de Cormery                                                      | Cormery, Truyes                                                                             | 5 janvier 1943    | 6,17            |                                                                                  | 47° 16′ 14″ N, 0° 50′ 06″ E |       |
| Rocher de la Pinone et Indre                                                  | Cormery, Courçay                                                                            | 16 septembre 1942 | 10,59           |                                                                                  | 47° 15′ 11″ N, 0° 52′ 01″ E |       |
| Église, Indre, moulin, pont                                                   | Courçay                                                                                     | 16 septembre 1942 | 2,98            |                                                                                  | 47° 14′ 57″ N, 0° 52′ 32″ E |       |
| Sentier de la Doué                                                            | Courçay                                                                                     | 11 juillet 1942   | 5,55            |                                                                                  | 47° 14′ 57″ N, 0° 53′ 02″ E |       |
| Ruines de la chapelle de la Madeleine et ses abords                           | Cravant-les-Côteaux                                                                         | 16 août 1944      | 0,97            | Les vestiges de la chapelle sont un monument historique inscrit.                 | 47° 10′ 38″ N, 0° 23′ 02″ E |       |
| Vieux bourg                                                                   | Crissay-sur-Manse                                                                           | 6 février 1967    | 26,89           |                                                                                  | 47° 08′ 53″ N, 0° 29′ 08″ E |       |
| Château de Saint-Sénoch et abords                                             | Esves-le-Moutier, Saint-Senoch, Varennes                                                    | 9 mai 1980        | 188,74          |                                                                                  | 47° 03′ 31″ N, 0° 55′ 25″ E |       |
| Douve de Langeais et abords                                                   | Langeais                                                                                    | 16 mars 1943      | 1,05            |                                                                                  | 47° 19′ 31″ N, 0° 24′ 22″ E |       |
| Village de Lerné                                                              | Lerné                                                                                       | 2 novembre 1978   | 184             |                                                                                  | 47° 08′ 17″ N, 0° 07′ 44″ E |       |
| Vallée de la Cisse                                                            | Limeray                                                                                     | 23 septembre 1983 | 156             |                                                                                  | 47° 27′ 16″ N, 1° 01′ 46″ E |       |
| Citadelle - Parc des Montains                                                 | Loches                                                                                      | 28 janvier 1944   | 58,91           |                                                                                  | 47° 07′ 40″ N, 0° 59′ 48″ E |       |
| Vallée de la Bresme                                                           | Luynes, Saint-Étienne-de-Chigny                                                             | 25 août 1975      | 1 253,85        |                                                                                  | 47° 24′ 25″ N, 0° 31′ 23″ E |       |
| Hameau de Bois Aubry                                                          | Luzé                                                                                        | 17 mai 1943       | 7,01            | Comprend l'ancienne abbaye royale Saint-Michel, classée monument historique.     | 47° 00′ 35″ N, 0° 29′ 13″ E |       |
| Vallée de la Perrée                                                           | Mettray, Saint-Cyr-sur-Loire                                                                | 27 décembre 1982  | 208,9           |                                                                                  | 47° 26′ 19″ N, 0° 39′ 26″ E |       |
| Indre et ses abords au pont Saint-Jean-Baptiste                               | Montbazon                                                                                   | 8 mars 1943       | 9,76            |                                                                                  | 47° 17′ 17″ N, 0° 43′ 04″ E |       |
| Îles de la Loire                                                              | Montlouis-sur-Loire, Rochecorbon, La Ville-aux-Dames                                        | 13 octobre 1972   | 114,96          | Le site comprend essentiellement l'île de la Métairie à La Ville-aux-Dames.      | 47° 24′ 13″ N, 0° 46′ 58″ E |       |
| Village de Montrésor                                                          | Montrésor                                                                                   | 14 février 1944   | 24,62           |                                                                                  | 47° 09′ 17″ N, 1° 12′ 06″ E |       |
| Vallée de la Cisse                                                            | Nazelles-Négron                                                                             | 23 septembre 1983 | 159,14          |                                                                                  | 47° 25′ 51″ N, 0° 56′ 07″ E |       |
| Vallée de la Cisse                                                            | Noizay                                                                                      | 8 décembre 1983   | 303,86          |                                                                                  | 47° 25′ 17″ N, 0° 54′ 04″ E |       |
| Coteau, cavernes et étangs du Bois-Girault                                    | Panzoult                                                                                    | 16 août 1944      | 26,38           |                                                                                  | 47° 09′ 51″ N, 0° 23′ 24″ E |       |
| Vallon du Petit Croulay                                                       | Panzoult                                                                                    | 16 août 1944      | 24,33           |                                                                                  | 47° 10′ 10″ N, 0° 23′ 05″ E |       |
| Vallée de la Cisse                                                            | Pocé-sur-Cisse                                                                              | 8 décembre 1983   | 407,86          |                                                                                  | 47° 26′ 50″ N, 0° 59′ 21″ E |       |
| Prieuré Saint-Cosme et ses abords                                             | La Riche                                                                                    | 31 juillet 1947   | 4,99            | Le prieuré est un monument historique classé.                                    | 47° 23′ 20″ N, 0° 39′ 04″ E |       |
| Plan d'eau des bras de l'Indre                                                | Rigny-Ussé                                                                                  | 1er juin 1943     | 12,71           |                                                                                  | 47° 15′ 08″ N, 0° 17′ 23″ E |       |
| Village de Saché                                                              | Saché                                                                                       | 23 août 1943      | 0,63            | Zone autour de l'église Saint-Martin-de-Vertou, monument historique inscrit.     | 47° 14′ 48″ N, 0° 32′ 37″ E |       |
| Parc et château de Cangé                                                      | Saint-Avertin                                                                               | 18 mai 1967       | 16,21           |                                                                                  | 47° 22′ 04″ N, 0° 45′ 01″ E |       |
| Hameau de la Grange                                                           | Saint-Benoît-la-Forêt                                                                       | 13 mars 1984      | 0,63            |                                                                                  | 47° 14′ 39″ N, 0° 20′ 51″ E |       |
| La Péraudière, Sainte-Marie, La Galanderie, les Capucins, le Petit Beauregard | Saint-Cyr-sur-Loire, Tours                                                                  | 5 avril 1960      | 13,78           |                                                                                  | 47° 24′ 05″ N, 0° 40′ 43″ E |       |
| Vallée de la Ramberge                                                         | Saint-Ouen-les-Vignes                                                                       | 8 décembre 1983   | 178,34          |                                                                                  | 47° 28′ 30″ N, 0° 59′ 23″ E |       |
| Vallon de la Clarté-Dieu et parc Hodebert                                     | Saint-Paterne-Racan                                                                         | 25 septembre 1944 | 65,56           |                                                                                  | 47° 36′ 10″ N, 0° 27′ 50″ E |       |
| Anciens remparts                                                              | Savigné-sur-Lathan                                                                          | 15 décembre 1975  | 1,41            |                                                                                  | 47° 26′ 41″ N, 0° 19′ 18″ E |       |
| Château de Semblançay, ancien étang et leurs abords                           | Semblançay                                                                                  | 11 janvier 1944   | 5,29            | Le château est un monument historique inscrit.                                   | 47° 29′ 55″ N, 0° 34′ 59″ E |       |
| Étang de Tournelune                                                           | Sonzay                                                                                      | 24 octobre 1944   | 12              |                                                                                  | 47° 29′ 14″ N, 0° 29′ 45″ E |       |
| Propriété de Montjoyeux                                                       | Tours                                                                                       | 28 octobre 1960   | 3,71            |                                                                                  | 47° 21′ 49″ N, 0° 42′ 26″ E |       |
| Vallée de la Cisse                                                            | Vernou-sur-Brenne                                                                           | 8 décembre 1983   | 135,59          |                                                                                  | 47° 25′ 02″ N, 0° 50′ 52″ E |       |
| Château de Villandry, son parc et ses abords                                  | Villandry                                                                                   | 22 août 1947      | 43,24           | Le château est un monument historique classé.                                    | 47° 20′ 22″ N, 0° 30′ 49″ E |       |
| Abbaye de Gastines et son allée                                               | Villedômer                                                                                  | 15 février 1977   | 99,8            | L'abbaye est un monument historique inscrit.                                     | 47° 34′ 35″ N, 0° 50′ 40″ E |       |
| Vallée de la Cisse - Bidaudières                                              | Vouvray                                                                                     | 8 décembre 1983   | 30              |                                                                                  | 47° 24′ 46″ N, 0° 50′ 02″ E |       |

#### Anciens sites
Dix-neuf sites d'Indre-et-Loire, précédemment inscrits, ont été radiés en 2022 :
- requalifiés en sites patrimoniaux remarquables :
  - Amboise :
    - abords du château d'Amboise ;
    - propriété La Richardière ;

  - Beaulieu-lès-Loches: vieux logis de Beaulieu ;
  - Chinon :
    - carrefour du Grand-Carroi ;
    - montée du château de Chinon ;
    - quartier éboulé du coteau Saint Martin ;
    - site de la Vienne ;

  - Richelieu :
    - douves de la ville de Richelieu ;
    - ville de Richelieu (partie comprise à l'intérieur des remparts) ;

  - Tours :
    - terre-plein de la place Plumereau ;
    - terre-plein du placis de la Riche ;
    - terre-plein et fontaine de la place Foire-le-Roi ;
    - partie du quartier de la cathédrale (square Sicard) ;

- requalifiés en périmètres d'abords de monument historique :
  - Beaumont-en-Véron : château de Coulaine et ses abords ;
  - Joué-lès-Tours : parc du manoir de la Frazelière ;
  - Le Grand-Pressigny : terrains et bâtiments du château ;
  - Luynes :
    - éperon rocheux sur lequel s'élève le château ;
    - éperons rocheux encadrant le château ;

- requalifié en monument historique :
  - Saint-Antoine-du-Rocher : sous-bois du dolmen de Mettray.